# Dieter Niehues
Dieter Niehues (* 7. Februar 1964) ist ein ehemaliger deutscher Radrennfahrer.

## Sportliche Laufbahn
Niehues war im Straßenradsport aktiv und in den 1980er Jahren Mitglied der Nationalmannschaft des Bundes Deutscher Radfahrer (BDR). 1987 wurde er im Giro delle Regioni Zweiter hinter Dimitri Konyschew. Er bestritt den Grand Prix Guillaume Tell, die Schweden-Rundfahrt und die Internationale Friedensfahrt, die 1989 auf dem 45. Rang beendete. In der Tour de l’Avenir 1987 wurde er 20. der Gesamtwertung.
Niehues wurde 1988 vom BDR für die Olympischen Sommerspiele in Seoul nominiert, kam jedoch nicht zum Einsatz. Niehues startete für den RSC Stadtlohn.